# アレキサンダー・アームストロング (メリーランド州司法長官)

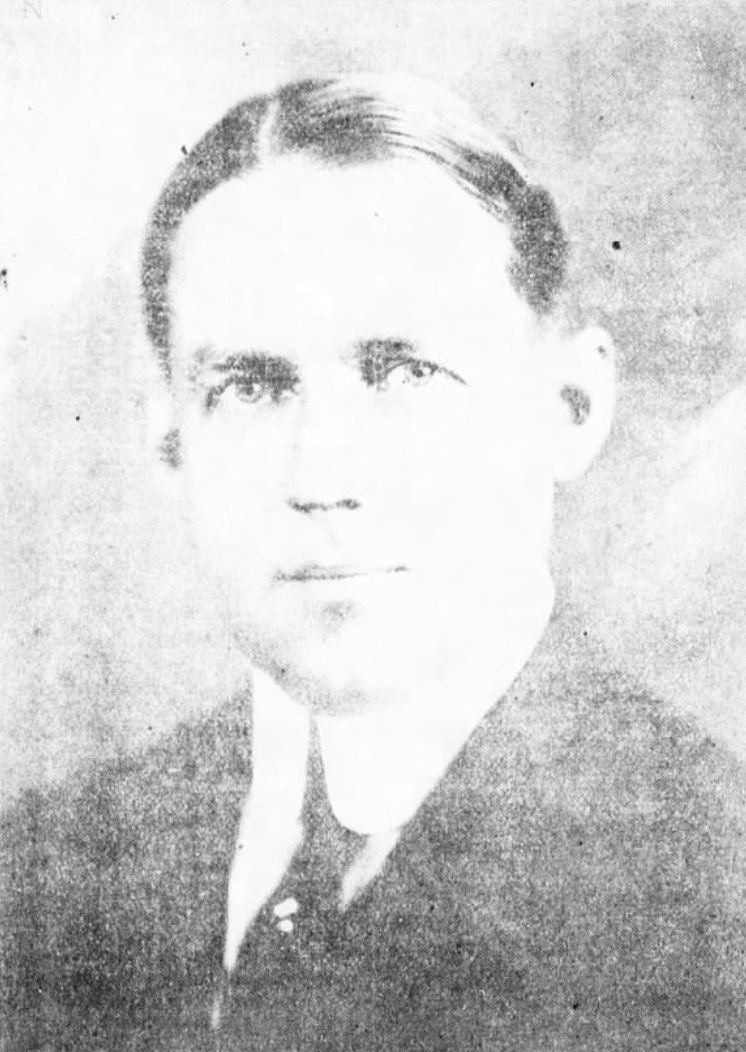

アレキサンダー・アームストロング（Alexander Armstrong、1877年6月28日 - 1939年11月20日）は、1919年から1923年までメリーランド州司法長官を務めた、アメリカ合衆国の法律家。アレキサンダー・アームストロング3世 (Alexander Armstrong III) ともいい、銀行員や弁護士を務めた後、共和党から州司法長官となった。

## 生涯
メリーランド州ワシントン郡ヘイガーズタウンに、弁護士で、後に民主党から州議会議員となった同名の父アレキサンダー・アームストロングの長男として生まれ、長老派教会に属した。
高等学校まで地元で学んだ後、プリンストン大学へ進み、1899年に学士 (A.B.)、1900年に修士 (A.M.) を得た後、ペンシルベニア大学法律学校に転じて1903年に法学士 (LL.B.) となり、1904年に弁護士資格を得た。
地元ヘイガーズタウンで弁護士として開業した直後に、市の検事に選ばれ1906年までその任に就き、次いで1907年秋の選挙でワシントン郡担当の州検事に当選して1908年から1912年までの1期を務めた。1919年の選挙で、州司法長官（州検事総長）に当選し、1923年まで1期を務めた。
アームストロングは、ボルチモア郡ラクストン（Ruxton：後の Ruxton-Riderwood の一部）で死去し、ヘイガーズタウンのローズ・ヒル墓地 (Rose Hill Cemetery) に埋葬された。

## 子孫
同名の息子アレキサンダー・アームストロングは、長じてボルチモアの有名なプレップ・スクールであるギルマン・スクール (Gilman School) の英語教師となった。その子である女優ベス・アームストロングは、孫娘にあたる。